# Franck-Yves Bambock
Franck-Yves Bambock (Douala, 7 aprile 1995) è un calciatore francese, centrocampista del Gloria Bistrița.

## Caratteristiche tecniche
È un centrocampista centrale.

## Carriera

### Club
È cresciuto nelle giovanili del Paris Saint-Germain.
Il 21 giugno 2023 viene acquistato dal Fehérvár.

### Nazionale
Ha giocato nelle nazionali giovanili francesi Under-16, Under-17 ed Under-18.

## Statistiche

### Presenze e reti nei club
Statistiche aggiornate al 29 ottobre 2023.
| Stagione        | Squadra               | Campionato      | Campionato | Campionato | Coppe nazionali | Coppe nazionali | Coppe nazionali | Coppe continentali | Coppe continentali | Coppe continentali | Altre coppe | Altre coppe | Altre coppe | Totale | Totale | Totale |
| Stagione        | Squadra               | Comp            | Pres       | Reti       | Comp            | Pres            | Reti            | Comp               | Pres               | Reti               | Comp        | Pres        | Reti        | Pres   | Reti   |        |
| --------------- | --------------------- | --------------- | ---------- | ---------- | --------------- | --------------- | --------------- | ------------------ | ------------------ | ------------------ | ----------- | ----------- | ----------- | ------ | ------ | ------ |
| 2013-2014       | Paris Saint-Germain 2 | CFA             | 20         | 1          |                 | -               | -               |                    | -                  | -                  |             | -           | -           | 20     | 1      |        |
| 2014-2015       | Paris Saint-Germain 2 | CFA             | 28         | 0          |                 | -               | -               |                    | -                  | -                  |             | -           | -           | 28     | 0      |        |
| Totale PSG 2    | Totale PSG 2          | Totale PSG 2    | 48         | 1          |                 | -               | -               |                    | -                  | -                  |             | -           | -           | 48     | 1      |        |
| 2015-2016       | Huesca                | SD              | 31         | 0          | CR              | 2               | 0               |                    | -                  | -                  |             | -           | -           | 33     | 0      |        |
| 2016-2017       | Huesca                | SD              | 16         | 0          | CR              | 3               | 0               |                    | -                  | -                  |             | -           | -           | 19     | 0      |        |
| Totale Huesca   | Totale Huesca         | Totale Huesca   | 47         | 0          |                 | 5               | 0               |                    | -                  | -                  |             | -           | -           | 52     | 0      |        |
| 2017-gen. 2018  | Jong Sparta           | 1D              | 5          | 1          |                 | -               | -               |                    | -                  | -                  |             | -           | -           | 5      | 1      |        |
| 2017-gen. 2018  | Sparta Rotterdam      | ED              | 1          | 0          | CO              | 0               | 0               |                    | -                  | -                  |             | -           | -           | 1      | 0      |        |
| gen.-giu. 2018  | Córdoba B             | SDB             | 2          | 0          |                 | -               | -               |                    | -                  | -                  |             | -           | -           | 2      | 0      |        |
| 2018-2019       | Córdoba               | SD              | 7          | 1          | CR              | 3               | 0               |                    | -                  | -                  |             | -           | -           | 10     | 1      |        |
| gen.-giu. 2019  | Maccabi Petah Tikva   | LHA             | 11         | 0          | CI              | 1               | 0               |                    | -                  | -                  |             | -           | -           | 12     | 0      |        |
| 2019-2020       | Marítimo              | PL              | 27         | 2          | CP+CdL          | 1+3             | 0+1             |                    | -                  | -                  |             | -           | -           | 31     | 3      |        |
| 2020-2021       | Marítimo              | PL              | 26         | 0          | CP              | 2               | 0               |                    | -                  | -                  |             | -           | -           | 28     | 0      |        |
| Totale Marítimo | Totale Marítimo       | Totale Marítimo | 53         | 2          |                 | 6               | 1               |                    | -                  | -                  |             | -           | -           | 59     | 3      |        |
| 2021-2022       | Grenoble              | L2              | 31         | 0          |                 | -               | -               |                    | -                  | -                  |             | -           | -           | 31     | 0      |        |
| 2022-2023       | Grenoble              | L2              | 29         | 1          | CF              | 5               | 0               |                    | -                  | -                  |             | -           | -           | 34     | 1      |        |
| Totale Grenoble | Totale Grenoble       | Totale Grenoble | 60         | 1          |                 | 5               | 0               |                    | -                  | -                  |             | -           | -           | 65     | 1      |        |
| 2023-2024       | Fehérvár              | NBI             | 2          | 0          | CU              | 1               | 0               |                    | -                  | -                  |             | -           | -           | 3      | 0      |        |
| Totale carriera | Totale carriera       | Totale carriera | 236        | 6          |                 | 21              | 1               |                    | -                  | -                  |             | -           | -           | 257    | 7      |        |

## Palmarès

### Club

#### Competizioni nazionali
- Supercoppa francese: 1

Paris Saint-Germain: 2014